# Andrea Air
Andrea Air fue una aerolínea nacional de corta duración en Perú. Durante un período en 1991, voló entre Lima , Arequipa y Cusco con una flota de dos Fokker F-28 arrendados.

## Flota
Andrea Air operó una flota de dos aviones Fokker F-28-1000 registrados en Suecia, SE-DGA (MSN11067) y SE-DGC (MSN11069). Ambos fueron arrendados a Linjeflyg y regresaron a SAS después de ser recuperados medio año después. SE-DGB (MSN11068) también se arrendó en un momento, pero la transacción se canceló antes de que la aeronave entrara en servicio.